# Abtei Waslere
Die Abtei Waslere (auch Abtei Wallers) war eine Benediktiner-Abtei im heutigen Ort Wallers-en-Fagne im Département Nord, in der Region Hauts-de-France in Frankreich.

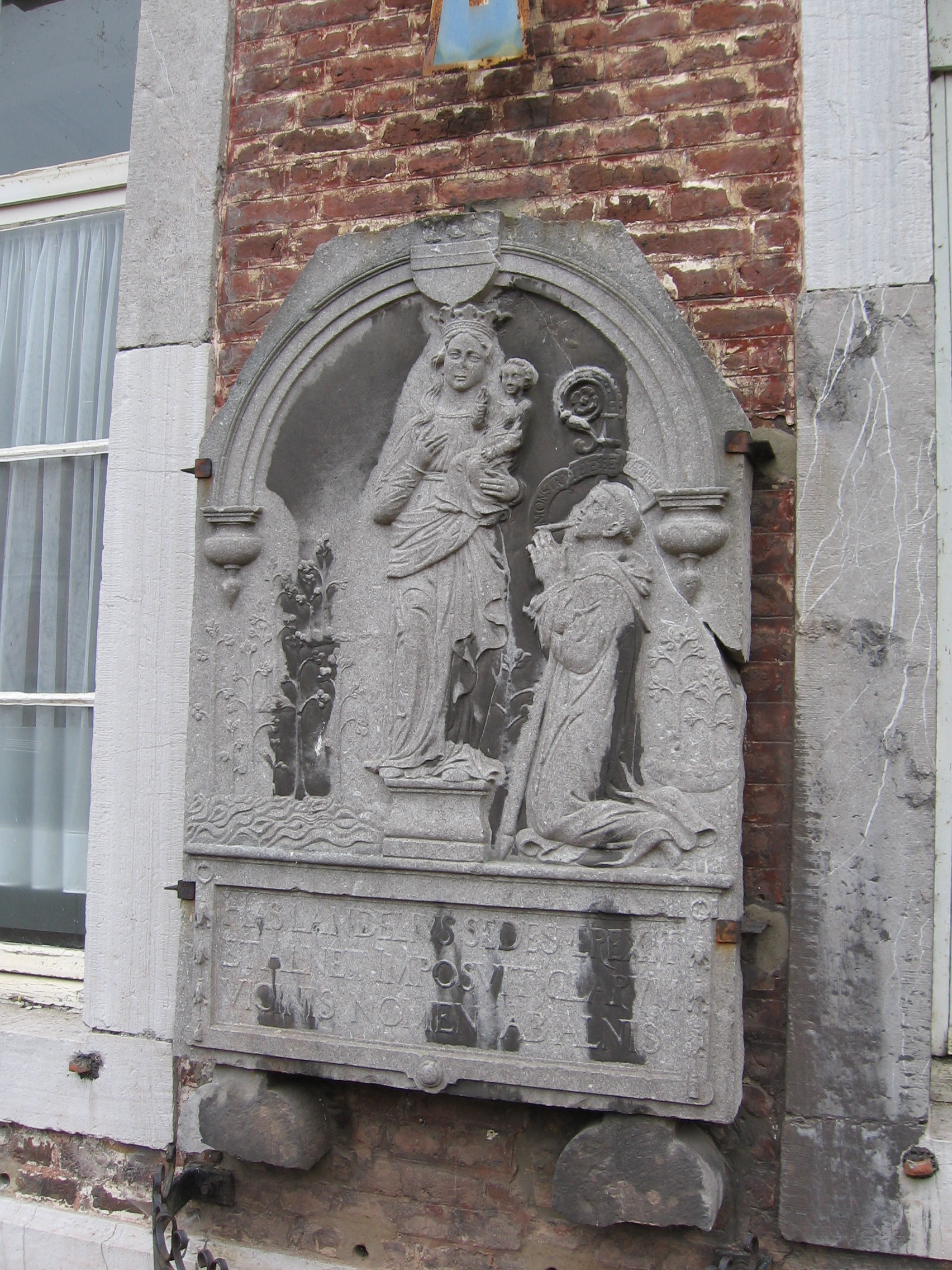
Landelin, Relief an der Abtei Aulne

Im Jahre 657 gründete Landelin von Crespin auf Besitz, den seine Familie von dem Merowinger-König Dagobert I. erhalten hatte, einige Kilometer südlich der von ihm wenige Jahre zuvor gegründeten Abtei Aulne, die Abtei Waslere. Er widmete sie den Aposteln Petrus und Paulus. Er oder sein Schüler und Nachfolger Ursmar von Lobbes ernannte den später heiliggesprochenen Dodo zum ersten Abt. Dodo schenkte dem Kloster seinen gesamten weltlichen Besitz.
Das Kloster, eines der vier von Landelin gegründeten (die anderen waren Lobbes, Aulne und Crespin), wurde bereits im 9. Jahrhundert von marodierenden Wikingern zerstört; von ihm sind kaum noch Spuren vorhanden.